# درباره جهان

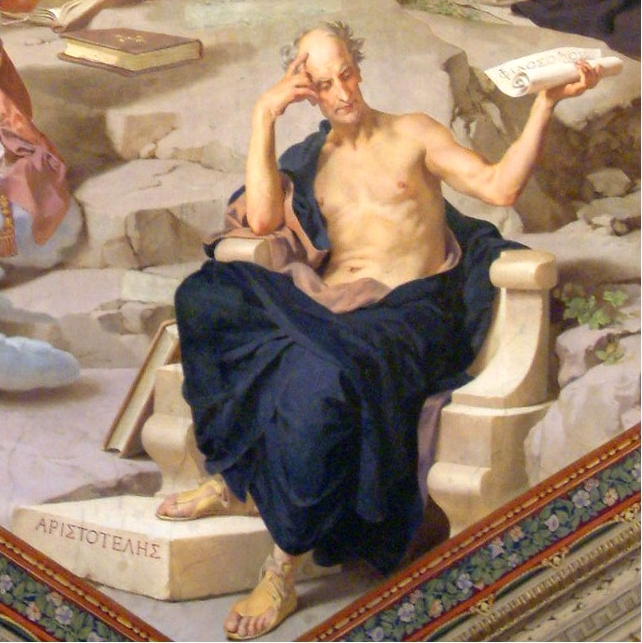
درباره جهان

دربارهٔ جهان ((به یونانی: Περὶ Κόσμου)؛ (به لاتین: De mundo)) نام رساله‌ای علمی و خداشناسانه در مجموعه آثار ارسطو است. احتمالاً زمان انتشار آن بین قرن سوم پیس از میلاد و دوم پس از میلاد بوده‌است. این رساله در مورد موضوعات کیهان‌شناسی، زمین‌شناسی و هواشناسی در کنار نقش مستقل خدا در نگهداری جهان است.